# Teugn
Teugn este o comună din landul Bavaria, Germania.
Se află la o altitudine de 388 m deasupra nivelului mării. Are o suprafață de 17,08 km² și 17,07 km². Populația este de 1.692 locuitori, determinată în 30 septembrie 2019, prin actualizare statistică[*].